# Nicolas Kühn
Nicolas Gerrit Kühn (* 1. Januar 2000 in Wunstorf) ist ein deutscher Fußballspieler. Er steht bei Como 1907 in der italienischen Serie A unter Vertrag und war deutscher Juniorennationalspieler.

## Karriere

### Vereine

#### Anfänge
Der in Wunstorf in der Region Hannover geborene Kühn begann beim TSV Klein Heidorn und 1. FC Wunstorf mit dem Fußballspielen, bevor er in die Jugend des FC St. Pauli wechselte, in der er zwei Jahre spielte. 2011 wechselte Kühn zu den D-Junioren (U13) von Hannover 96. In der Saison 2014/15 kam er mit 15 Jahren bereits zu 2 Einsätzen für die B1-Junioren (U17) in der B-Junioren-Bundesliga. Zur Saison 2015/16 wechselte Kühn in die U17 von RB Leipzig, für die er in der B-Junioren-Bundesliga in 22 Einsätzen 18 Tore erzielte. In der Saison 2016/17 erzielte der Stürmer in 13 Spielen 6 Treffer in der B-Junioren-Bundesliga, fiel aber mit einem Bänderriss und Syndesmose-Anriss aus und war in der Rückrunde bereits bei den A-Junioren (U19) in der A-Junioren-Bundesliga gesetzt. In der Saison 2017/18 rückte er fest in die U19 auf, für die er auch in der UEFA Youth League spielte, und nahm regelmäßig am Training der Profis teil.

#### Ajax Amsterdam
Mitte Januar 2018 wechselte Kühn in die Niederlande zu Ajax Amsterdam. Er unterschrieb einen Vertrag mit einer Laufzeit bis zum 30. Juni 2021 und gehörte dem Kader der zweiten Herrenmannschaft an. In der Jong Ajax genannten Zweitmannschaft kam er bis zum Ende der Saison 2017/18 auf 5 Einsätze in der zweitklassigen Eerste Divisie und wurde mit seiner Mannschaft, die allerdings nicht aufstiegsberechtigt ist, Meister. Zudem kam er einige Male für die A-Junioren (U19) zum Einsatz. In der Saison 2018/19 kam Kühn auf 21 Zweitligaeinsätze, in denen er 5 Tore erzielte. Daneben kam er in der U19 zu 6 Einsätzen in der UEFA Youth League (6 Tore) und zu 5 Einsätzen in der Meisterschaft (2 Tore). In der ersten Hälfte der Saison 2019/20 folgten 17 Zweitligaeinsätze, in denen er 3 Tore erzielte.

#### FC Bayern München
Am 22. Januar 2020 wechselte Kühn zunächst bis zum Ende der Saison 2019/20 auf Leihbasis zum FC Bayern München, bei dem er im Kader der zweiten Mannschaft stand. Dort traf er auf den Cheftrainer Sebastian Hoeneß, unter dem er bereits in der U17 von RB Leipzig spielte. Er kam bis zum Saisonende auf 16 Einsätze (5-mal von Beginn), in denen er 2 Tore zum Gewinn der Drittligameisterschaft beitrug.
Zur Saison 2020/21 erwarb der FC Bayern München schließlich die Transferrechte an Kühn, der einen neuen Vertrag bis zum 30. Juni 2023 unterschrieb. Unter dem neuen Cheftrainer Holger Seitz und seinen Nachfolgern, dem Duo Danny Schwarz und Martín Demichelis, kam Kühn zu 21 Drittligaeinsätzen (11-mal von Beginn), in denen er 4 Tore erzielte.

#### FC Erzgebirge Aue
Zur Saison 2021/22 wechselte Kühn für ein Jahr auf Leihbasis zum Zweitligisten FC Erzgebirge Aue. Im Erzgebirge kam er zu insgesamt 27 Einsätzen in der 2. Bundesliga, in denen er vier Tore erzielte. Mit Aue stieg er zu Saisonende allerdings als Tabellen-Vorletzter aus der 2. Bundesliga ab.

#### SK Rapid Wien
Zur Saison 2022/23 kehrte Kühn nach dem Ende der Leihe nicht nach München zurück, sondern wechselte zum österreichischen Rekordmeister SK Rapid Wien, bei dem er einen bis Juni 2026 laufenden Vertrag erhielt. Insgesamt kam er für Rapid zu 36 Einsätzen in der Bundesliga, in denen er fünfmal traf.

#### Celtic Glasgow
Im Januar 2024 wechselte Kühn nach Schottland zum amtierenden Meister Celtic Glasgow, bei dem er einen bis 2029 laufenden Vertrag unterschrieb. Am 27. Januar 2024 gab Kühn sein Debüt als Einwechselspieler im Ligaspiel gegen Ross County. Einen Monat später erzielte Kühn sein erstes Tor für Celtic bei einem 1:1-Unentschieden gegen Aberdeen. Mit Celtic gewann er im Mai 2024 das Double aus Meisterschaft und Pokal. In der darauffolgenden Saison kam er am 18. September 2024 im Heimspiel gegen den ŠK Slovan Bratislava (5:1) zu seinem ersten Einsatz in der UEFA Champions League und erzielte am 5. November 2024 bei seinem vierten Einsatz in der Königsklasse im Heimspiel gegen RB Leipzig (3:1) seine ersten beiden Champions-League-Tore. In der Saison 2024/25 gewann Kühn mit Celtic erneut die Meisterschaft. Das Pokalfinale verlor er jedoch mit der Mannschaft im Finale gegen Aberdeen. Im Ligapokal gewann Kühn das Endspiel im Old Firm gegen die Rangers im Elfmeterschießen. In der regulären Spielzeit traf Kühn zur zwischenzeitlichen 3:2-Führung.

#### Como 1907
Im Juli 2025 unterschrieb Kühn einen Vierjahresvertrag beim italienischen Erstligisten Como 1907.

### Nachwuchsnationalmannschaften
Kühn spielte im Mai 2015 zweimal in der U-15-Nationalmannschaft. Anschließend kam er zwischen Oktober 2015 und Februar 2016 fünfmal in der U16-Auswahl zum Einsatz und erzielte zwei Tore. Von September 2016 bis Oktober 2017 war Kühn in der U17-Auswahl aktiv, für die er in 12 Einsätzen sieben Tore erzielte. Mit ihr nahm er an der Weltmeisterschaft 2017 in Indien teil, bei der er in drei Einsätzen einen Treffer erzielte. Von April bis Mai 2018 spielte Kühn zwei Mal (drei Tore) in der U18-Auswahl. Im September 2019 erhielt Kühn die Fritz-Walter-Medaille in Gold in der Altersklasse U19. Von September bis November 2019 war er in der U20-Auswahl aktiv, für die er in 4 Spielen 2 Tore erzielte.

## Erfolge und Auszeichnungen
Erfolge
- Deutscher Drittligameister: 2020
- Niederländischer Meister: 2018
- Schottischer Meister: 2024, 2025
- Schottischer Pokal: -Sieger 2024, -Finalist 2025
- Schottischer Ligapokalsieger: 2025

Auszeichnungen
- Träger der Fritz-Walter-Medaille: 2019 in Gold (U19)